# Piscicola magna
Piscicola magna is een ringworm uit de familie van de Piscicolidae. De wetenschappelijke naam van de soort is voor het eerst geldig gepubliceerd in 1984 door Yang Tong.